# بندر سري بكاوان
بندر سري بكاوان هي عاصمة سلطنة بروناي وأكبر مدينة فيها. حسب إحصاءات عام 2002 يبلغ عدد سكانها 140,000.

## السكان
ثلثا السكان هم من الملايويين الذين قسم كبير منهم أصلهم من الحضارم. ويشكل الصينيون، وهم أكبر الأقليات نحو 15% من عدد السكان. ويتكلم معظم البرونايين اللغة الملايوية وهي اللغة الرسميّة للبلاد، لكن بعض السكان أيضًا يتحدثون اللغتين الصينية والإنجليزية. وكلّ الملايويين تقريباً مسلمون بينما معظم الصينيين مسيحيين بالإضافة إلى نسبة ضئيلة من البوذيين.

## الاقتصاد
تنتج المدينة الأقمشة، الأثاث، الأشغال اليدوية والخشب. كما يدر النفط والغاز الطبيعي الموجودان تحت سطح الماء في المناطق الساحلية عائداً كبيراً للبلاد.

## توأمة
لبندر سري بكاوان اتفاقيات توأمة مع:
- بيونغيانغ

## أعلام
- أحمد تاج الدين
- شريف علي
- المهتدي بالله البلقيه
- عبد العزيز بن جنيد
- حسن البلقية
- محمد حسن
- عمر علي سيف الدين الثالث
- عبد المتين

## وصلات خارجية
- الموقع الألكتروني الرسمي نسخة محفوظة 3 نوفمبر 2016 على موقع واي باك مشين.

اقتصاد
- دليل بروناي الاقتصادي نسخة محفوظة 19 أبريل 2012 على موقع واي باك مشين.